# Gospodarka Białorusi
Gospodarka Białorusi – gospodarka mieszana o wyższych średnich przychodach.

## Ogólna charakterystyka sytuacji gospodarczej
Po dwuletnim spadku produktu krajowego brutto (2015-2016) Białoruś powróciła na ścieżkę wzrostu gospodarczego, jednak ożywienie okazało się słabe (wzrost PKB w kolejnych latach wyniósł odpowiednio o 2,5% oraz 3,1%) i nietrwałe. Splot negatywnych czynników, w tym przede wszystkim narastający kryzys w relacjach z Rosją – strategicznym partnerem ekonomicznym (udział wschodniego sąsiada w handlu towarowym Białorusi utrzymuje się od dekad na ok. 50%) – powodował gaśnięcie wzrostu w kolejnych miesiącach 2019 roku i stopniowe pogrążanie się miejscowej gospodarki w stagnacji, która na początku 2020 roku przeszła w stan recesji. Brak do końca 2019 roku uzgodnień ws. dostaw rosyjskiej ropy naftowej na Białoruś, co było formalną przyczyną wstrzymania przez Rosję tych dostaw w styczniu 2020 roku – pogłębił narastające w ciągu całego 2019 roku problemy białoruskiej gospodarki. Wstrzymanie, a po kilku tygodniach: mocno ograniczone dostawy ropy naftowej realizowane przez niewielkie rosyjskie spółki naftowe, wpłynęło na podjęcie przez Białoruś realnych kroków dla częściowej dywersyfikacji importu surowca, co nie uchroniło jednak od załamania eksportu białoruskich produktów naftowych, wytwarzanych dotąd z rosyjskiego surowca. Narastający kryzys na rynkach międzynarodowych i spadek cen ropy – potęgowany przez rozprzestrzeniającą się w świecie pandemię koronawirusa COVID-19 – dodatkowo obniżył jeszcze opłacalność eksportu białoruskich produktów naftowych. Ze względu na duże znaczenie petrochemii dla gospodarki, jej kryzys przełożył się na spadek produkcji przemysłowej, dochodów do budżetu i szeregu wskaźników makroekonomicznych. W rezultacie, zgodnie ze wstępnymi danymi, po 1,2% wzrostu gospodarczego w całym 2019 roku (przy pierwotnie planowanych przez władze w Mińsku 4% wzrostu), w pierwszych dwóch miesiącach 2020 roku białoruski PKB zmniejszył się o 0,6%.

## Główne sektory gospodarki
Struktura białoruskiego PKB według rodzajów działalności gospodarczej i wartości dodanej brutto opiera się na usługach, których udział w PKB w ostatnich latach (2015-2018) niemal nie zmienił się i stanowił 47,7%, wobec rosnącego udziału w PKB podatków netto (z 13,3% do 14,4%) i malejącego – sfery produkcyjnej (z 39% do 37,9% w ww. okresie). Ta ostatnia opiera się na przemyśle (26,2% udziału w PKB) – przede wszystkim przetwórstwie ropy naftowej, produkcji nawozów mineralnych i przemyśle maszynowym – oraz rolnictwie, leśnictwie i rybołówstwie (6,4%) oraz budownictwie (5,4%). Usługi to przede wszystkim handel hurtowy i detaliczny (10% udziału w białoruskim PKB), transport, logistyka i usługi pocztowe (5,8%), informacja i łączność (5,5%). W 2019 roku ten ostatni dział miał już 6,2% udział w strukturze PKB kraju, co związane było z dynamicznie rozwijającym się sektorem IT – jedynym znaczącym na Białorusi, rosnącym sektorem gospodarczym. Przetwórstwo ropy naftowej oraz produkcja i eksport nawozów potasowych oraz produktów naftowych zapewniają wciąż gros dochodów walutowych Białorusi, jednak sektory te wpadły na przełomie 2019 i 2020 roku w duże problemy związane z sytuacją na rynkach międzynarodowych, spadkiem cen i popytu, w przypadku przetwórstwa ropy: dodatkowo z problemem dostaw surowca. Wciąż istotną rolę, choć stopniowo malejącą, wraz ze spadkiem (możliwości) wsparcia przez państwo, odgrywa budownictwo.

## Handel zagraniczny
Handel zagraniczny Białorusi pozostaje od trzech dekad zdominowany przez współpracę z Rosją. Na kraj ten niezmiennie przypada niemal połowa wartości całej wymiany towarowej Białorusi z zagranicą: jeśli w 1995 roku udział ten wynosił 49,7%, to w 2019 roku: 49,2%. Przy tym o ile w 1995 r. Białoruś odnotowywała zrównoważoną wymianę handlową z Rosją (0,78 mld USD nadwyżki Rosji w wymianie towarowej z Białorusią w 1995 roku), o tyle w kolejnych latach systematycznie rósł deficyt w handlu ze wschodnim sąsiadem, który w 2019 roku przekroczył 8,4 mld USD (a w 2008 roku sięgał nawet 13 mld USD). Wiązało się to ze strukturalną zależnością Białorusi: od importu surowców energetycznych z Rosji oraz, z drugiej strony, od eksportu do tego kraju białoruskiej żywności i wyrobów przemysłu maszynowego. W 2018 roku sprowadzona z Rosji za niemal 7 mld USD ropa naftowa miała aż 17,7% udziału w strukturze całego importu towarowego Białorusi (wraz z importowanymi produktami naftowymi: ponad 20%, z gazem ziemnym: ponad 25%) oraz ponad 30% udziału w strukturze importu z Rosji (z produktami naftowymi ponad 35%; z gazem ziemnym: niemal 47%). Po osiągnięciu rekordowych wyników w 2012 roku (obroty handlu towarowego na poziomie 92,5 mld USD, wraz z usługami: ponad 101 mld USD), w kolejnych latach wymiana handlowa hamowała, by załamać się w latach kryzysu 2015-2016 (do, odpowiednio, 57 mld USD oraz 51 mld USD). W ostatnich latach miała miejsce częściowa odbudowa poziomu współpracy handlowej, do ok. 72 mld USD (sama wymiana towarowa, lata 2018–2019). W 2019 roku, wedle wstępnych danych, doszło do minimalnego spadku wartości obrotów towarowych z zagranicą – o 0,1%, do 72,28 mld USD – co było spowodowane spadkiem eksportu, o 2,9%, do 32,94 mld USD, przy wzroście wartości importu o 2,35%, do 39,34 mld USD. Odnotowywany od lat deficyt w handlu towarowym – generowany przede wszystkim przez strukturalny deficyt w handlu z Rosją (związany z importem surowców energetycznych) – do niedawna rokrocznie pokrywany był z nawiązką nadwyżką w handlu usługami. W 2019 roku Białoruś odnotowała jednak po raz pierwszy niewielki deficyt w handlu zagranicznym: ok. 300 mln USD. Nadwyżka w handlu usługami (3,8 mld USD) nie zdołała pokryć strukturalnego deficytu w obrotach towarowych (4,1 mld USD według metody bilansu płatniczego banku centralnego oraz aż 6,4 mld USD wedle metody urzędu statystycznego). Takie wyniki to rezultat słabnącej koniunktury zagranicznej: popytu i cen na główne towary eksportowe z Białorusi w ostatnich miesiącach 2019 roku eksportu. Głównymi pozycjami w białoruskim eksporcie pozostają od lat produkty mineralne – to przede wszystkim produkty naftowe oraz nawozy potasowe (Białoruś jest potentatem na światowym rynku nawozów) – które miały w 2019 roku 21,5% udziału w strukturze eksportu, następnie: produkcja chemiczna (19,3%), maszyny, urządzenia i środki transportu (17,6%) oraz sprzedawane głównie do Rosji produkty rolno-spożywcze (16,5%). W 2019 roku największy udział w strukturze białoruskiego importu miały maszyny, urządzenia i środki transportu (26,2%), które „wyprzedziły” dominujące do niedawna w strukturze importu produkty mineralne (25,6%) – czyli sprowadzane dotąd głównie z Rosji węglowodory – a ponadto produkcja chemiczna (14,3%) oraz rolno-spożywcza (11,6%).
Białoruś prowadziła w 2019 roku wymianę handlową z ponad 170 krajami świata. W praktyce, za około ¾ obrotów odpowiada 5-7 krajów. Najważniejszym partnerem pozostaje Rosja, na którą w 2019 roku przypadło 41,2% białoruskiego eksportu towarowego oraz niemal 56% importu. Kolejnymi najważniejszymi partnerami handlowymi Białorusi są: Ukraina (w 2019 roku przypadło na nią, odpowiednio, 8,08% wartości całego białoruskiego obrotu towarowego z zagranicą, w tym 12,6% białoruskiego eksportu i 4,3% importu), Chiny (odpowiednio: 6,19%, ok. 2% i 9,7%), Niemcy (4,19%/ 4%/ 4,4.%), Polska (3,63%/ 3,9%/ 3,4%) i Wielka Brytania (3,6%/ 7%/ 0,73%).

## Inwestycje zagraniczne
Według danych Narodowego Banku Republiki Białorusi (NBRB) na 1 stycznia 2019 roku, wartość bezpośrednich inwestycji zagranicznych w tym kraju (instrumenty udziału w kapitale i udziały/ akcje udziały funduszy inwestycyjnych, zgodnie z międzynarodową pozycją inwestycyjną Republiki Białorusi) wyniosła 13,06 mld USD. Największymi krajami inwestorami – źródłami pochodzenia kapitału zaangażowanego na Białorusi – według NBRB były: Rosja (4042,5 mln USD pochodzących z tego kraju inwestycji na Białorusi), Cypr (2303,2 mln USD), Austria (1070,7 mln USD), Turcja (552,8 mln USD), Chiny (368,0 mln USD), Holandia (351,6 mln USD), Niemcy (331,3 mln USD), Wielka Brytania (279,7 mln USD), Iran (257,4 mln USD), Litwa (229,8 mln USD), na jedenastym miejscu Polska (220,5 mln USD), Łotwa (184,4 mln USD), Estonia (175,9 mln USD), Szwajcaria (157,5 mln USD), ZEA (124,6 mln USD) oraz USA (123 mln USD).